# Тамберлик, Энрико
Энрико Тамберлик (итал. Enrico Tamberlik; 1820—1889) — один из крупнейших итальянских певцов XIX столетия, тенор.

## Биография
Родился 16 марта 1820 года в Риме.
Пению начал обучаться в Риме у К. Церилли. Позднее продолжил совершенствоваться у Дж. Гульельми в Неаполе, а затем оттачивал своё мастерство у П. де Абеллы.
В 1837 году Тамберлик дебютировал в концерте в Риме — в квартете из оперы «Пуритане» Беллини на сцене театра «Арджентина».
В следующем году Энрико принял участие в спектаклях Римской филармонической академии в театре «Аполло», где выступал в «Вильгельме Телле» (Россини) и «Лукреции Борджа» (Доницетти).
Профессиональный дебют Тамберлика состоялся в 1841 году — в неаполитанском театре «Дель Фондо» под фамилией своей матери Даниэли он спел в опере Беллини «Монтекки и Капулетти». Там же, в Неаполе, в 1841—1844 годах он продолжил свою карьеру в театре «Сан-Карло».
С 1845 года Тамберлик начинает зарубежные гастроли. С успехом прошли его выступления в Мадриде, Барселоне, Лондоне («Ковент-Гарден»), Буэнос-Айресе, Париже (Итальянская опера), в городах Португалии и США.
В 1850 году Тамберлик первый раз спел в Итальянской опере в Петербурге. Уехав в 1856 году, певец снова вернулся в Россию через три года и продолжал выступать до 1864 года. Приезжал Тамберлик в Россию и позднее, но пел только в концертах.
После гастрольного турне по Испании в 1881—1882 годах певец оставил сцену.
Умер 13 марта 1889 года в Париже.

## Интересные факты
- «Русским Тамберликом» называли современники русского певца Павла Богатырёва.
- В РГАЛИ хранится оригинальная фотография Энрико Тамберлика.[1]